# Skørping-Fræer Pastorat
Skørping-Fræer Pastorat er et himmerlandsk pastorat i Rebild Provsti (Aalborg Stift), som består af følgende to sogne:
- Skørping Sogn
- Fræer Sogn

I pastoratet er der tre kirker
- Skørping Nykirke
- Skørping Kirke
- Fræer Kirke

Før provstireformen i forbindelse med Kommunalreformen i 2007 lå pastoratet i Hadsund Provsti, Aalborg Stift.